# Bolkopstruikdwergspin
De bolkopstruikdwergspin (Entelecara congenera) is een spinnensoort in de taxonomische indeling van de hangmatspinnen (Linyphiidae).
Het dier komt uit het geslacht Entelecara. De bolkopstruikdwergspin werd in 1879 beschreven door Octavius Pickard-Cambridge.